# Bernoullijeva diferencijalna jednadžba
Bernoullijeva diferencijalna jednadžba je jedna od najvažnijih običnih diferencijalnih jednadžbi koju je 1695. proučavao švicarski matematičar Jacob Bernoulli, iako je njezino rješenje prije samog Bernoullija znao znameniti njemački matematičar Gottfried Wilhelm Leibniz.
Bernoullijeva diferencijalna jednadžba je svaka jednadžba u obliku
{\displaystyle y'+f(x)y=g(x)y^{r}\,},
gdje su {\displaystyle f(x),g(x)} poznate realne funkcije, a {\displaystyle r} neki realni broj.
Ako je {\displaystyle r=0} ili {\displaystyle r=1} dobivamo običnu linearnu diferencijalnu jednadžbu.

## Rješavanje jednadžbe
Dijeljenjem jednadžbe sa  {\displaystyle y^{r}} dobivamo {\displaystyle {\frac {y'}{y^{r}}}+{\frac {f(x)}{y^{r-1}}}=g(x).} I sada supstitucijom (tj. zamjenom varijabli) pretvaramo je u linearnu diferencijalnu jednadžbu prvoga reda. Naime, stavimo {\displaystyle u={\frac {1}{y^{r-1}}}} i sada koristeći pravilo za derivaciju kompozicije dobivamo {\displaystyle u'={\frac {(1-r)}{y^{r}}}y'} te jednadžba konačno prelazi u oblik
{\displaystyle {\frac {u'}{1-r}}+f(x)u=g(x)}.